# De blauwe ziekte
De blauwe ziekte is het 25ste stripalbum uit de Thorgal-reeks en vormt samen met "Arachnea" de cyclus "De reizen van Thorgal". Het werd voor het eerst uitgegeven bij Le Lombard in 1999. Het album is getekend door Grzegorz Rosiński met scenario van Jean Van Hamme.

## Het verhaal
De strip opent met de schokkende zin "Ik heet Jolan. Ik ben twaalf jaar en ik ga sterven." 
In het voorgaande deel van de reeks Arachnea heeft Thorgal de wrede godin Arachne die Arachnoplis in haar greep hield overwonnen. De bewoners van de stad willen hem vervolgens als hun nieuwe koning hebben. Thorgal weigert echter over dit aards paradijs te regeren en droomt van een plek die voor de wreedheid van de goden gespaard is gebleven. Met zijn gezin verlaat hij vervolgens het eiland. Wanneer zij langs een weelderig begroeide kust vaart, kruisen ze een andere boot die op drift is. Aan boord bevindt zich het lijk van een man die gruwelijk blauw is verkleurd. Jolan wordt gebeten door een rat die een dodelijke ziekte meedraagt.
Het gezin komt langs hun reis in strijd met de Myrms, een volk van dwergpiraten. Ze worden echter gered door prins Zarkaj, erfgenaam van de troon van Zhar. Deze nodigt hen uit in zijn paleis. Wanneer hij echter ontdekt dat Aaricia blauwe vlekken heeft, laat hij het labyrint werpen. Thorgal weet langs een ondergrondse rivier te ontsnappen en gaat op zoek naar de wijze Armenos die elke kwaal kan genezen en op de berg met de sneeuwkap woont. Alzo komt hij in het Verzwolgen Woud terecht waar hij oog in oog komt met een inktvisdraak. Hij wordt gered door een jager van de Myrms en bij hun leider prins Zajkar. Deze blijkt de tweelingbroer van prins Zarkaj en te vondeling gelegd als kind. Na een duel met de dwerg Quarl en deze red van een inktvisdraak, vertrekken Thorgal en Zajkar naar de wijze. Daar aangekomen blijkt de wijze te zijn ontvoerd door Zarkaj. Met behulp van een stel vleugels vliegen ze terug naar het paleis, waar ze Armenos opdragen een medicijn te maken.